# Isayah Boers
Isayah Boers (11 giugno 1999) è un velocista olandese.

## Biografia
Ai mondiali indoor di Belgrado 2022 ha vinto la medaglia di bronzo nella staffetta 4×400 metri assieme ai connazionali Taymir Burnet, Nick Smidt, Terrence Agard, Tony van Diepen e Jochem Dobber; nei 400 metri è stato eliminato in batteria.

## Palmarès
| Anno | Manifestazione  | Sede     | Evento        | Risultato  | Prestazione | Note                                     |
| ---- | --------------- | -------- | ------------- | ---------- | ----------- | ---------------------------------------- |
| 2017 | Europei U20     | Grosseto | 200 m piani   | Semifinale | 21"48       |                                          |
| 2018 | Mondiali U20    | Tampere  | 100 m piani   | Semifinale | 10"55       |                                          |
| 2019 | Europei U23     | Gävle    | 4x100 m       | Finale     | dnf         |                                          |
| 2022 | Mondiali indoor | Belgrado | 400 m piani   | Batteria   | 47"07       |                                          |
| 2022 | Mondiali indoor | Belgrado | 4×400 m       | Bronzo     | 3'06"90     | [ 1 ]                                    |
| 2022 | Mondiali        | Eugene   | 4×400 m       | Batteria   | 3'03"14     |                                          |
| 2022 | Europei         | Monaco   | 4×400 m       | 5º         | 3'01"34     |                                          |
| 2023 | Europei indoor  | Istanbul | 400 m piani   | Semifinale | 47"39       |                                          |
| 2023 | Europei indoor  | Istanbul | 4×400 m       | Bronzo     | 3'06"59     | Miglior prestazione personale stagionale |
| 2023 | Mondiali        | Budapest | 4×400 m       | 6º         | 3'00"40     |                                          |
| 2024 | World Relays    | Nassau   | 4x400 m mista | Argento    | 3'11"45     |                                          |
| 2024 | Europei         | Roma     | 4x400 m       | Batteria   | 3'03"50     |                                          |